# 岡峯古墳
岡峯古墳（おかみねこふん）は、奈良県吉野郡下市町阿知賀にある古墳。形状は円墳。奈良県指定史跡に指定されている。

## 概要
奈良県南部、吉野地方の吉野川南岸の丘陵尾根突端部に築造された古墳である。これまでに盗掘に遭っているほか、1964年（昭和39年）に発掘調査が実施されている。
墳形は円形で、直径18メートル・高さ4.5メートルを測る。墳丘外表では結晶片岩（緑泥片岩）の割石を主とする葺石が認められるが、埴輪は認められていない。埋葬施設は両袖式の横穴式石室で、西方向に開口し、内部には組合式箱形石棺が据える。石室に石棚を付すなど、紀の川下流域に多い岩橋型石室の特徴を示す。副葬品として金銅単龍環頭・素環頭把金銅装黒漆大刀・金環・ガラス玉などが検出され、特に素環頭柄黒漆太刀環頭部の唐草文様は日本最古の例になるとして注目される。
築造時期は、古墳時代後期の6世紀後半頃と推定される。奈良県内では石棚付石室の最初の確認例で、紀の川下流域の豪族の紀氏の影響が当地まで及ぶ様子を示唆する古墳になる。
古墳域は1966年（昭和41年）に奈良県指定史跡に指定された。現在では石室内への立ち入りは制限されている。

## 遺跡歴
- 1964年（昭和39年）、発掘調査（奈良県立橿原考古学研究所、1977年に報告）[2][1]。
- 1966年（昭和41年）3月26日、奈良県指定史跡に指定[4]。

## 埋葬施設
埋葬施設としては両袖式横穴式石室が構築されており、西方向に開口する。石室の規模は次の通り。
- 石室全長：約6メートル
- 玄室：長さ2.95メートル、幅1.9メートル、高さ2.2メートル
- 玄室前道
- 羨道：長さ2.3メートル、幅約1メートル

石室は結晶片岩（緑泥片岩）の小口積みにより構築され、天井には同岩の巨石が用いられる。玄室奥壁の高さ1.4メートルに石棚を付し、玄室前道部が存在するという、紀の川下流域の岩橋千塚古墳群（和歌山県和歌山市）などに見られる石室（岩橋型石室）の特徴を示す。奈良県内で石棚を付す石室は、本古墳のほか槇ヶ峯古墳（大淀町）・三里古墳（平群町）の計3例のみになる。石室の羨門は小石積、前道は板石で封じられたと見られる。
石室内には石棚下に組合式箱形石棺が据えられた。石棺は長さ1.65メートル・幅0.64メートル・深さ0.50メートルを測る。また遺物の状況によれば、さらに2体の埋葬が推定される。

## 出土品

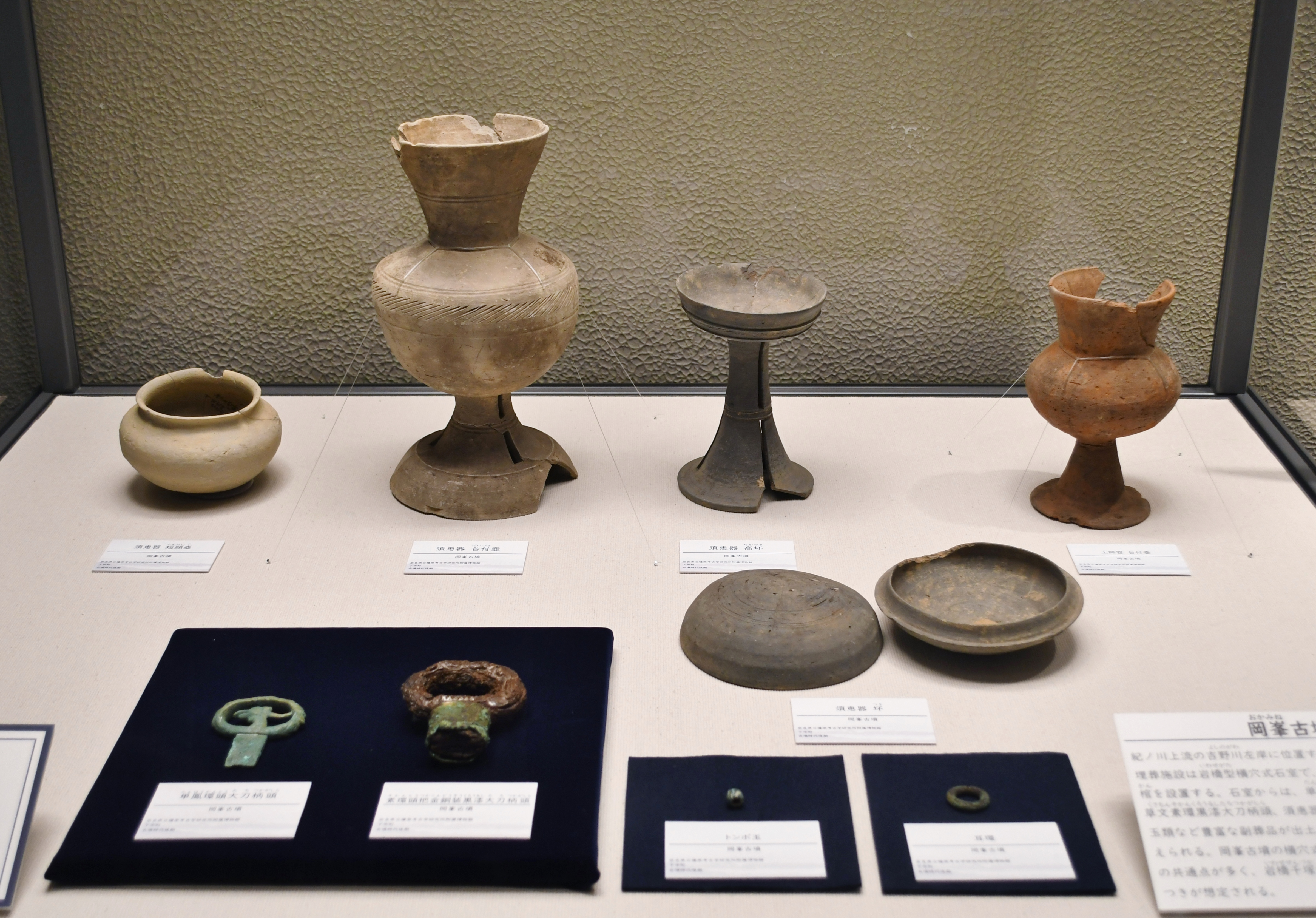
出土品和歌山県立紀伊風土記の丘企画展示時に撮影。

古墳からの主な出土品は次の通り。
- 金銅単龍環頭 1
- 素環頭把金銅装黒漆大刀 1
- 鉄刀 2
- 刀子 3
- 鉄斧 1
- 鉄鉾 1
- 金環
- ガラス玉
- 鉄鏃
- 須恵器

特に素環頭柄黒漆太刀の環頭部には唐草文様が象嵌されており、法隆寺の平瓦から半世紀遡る日本最古の唐草文様として注目される。また石棚上からは鉄鏃4点、須恵器坏蓋が検出されている。

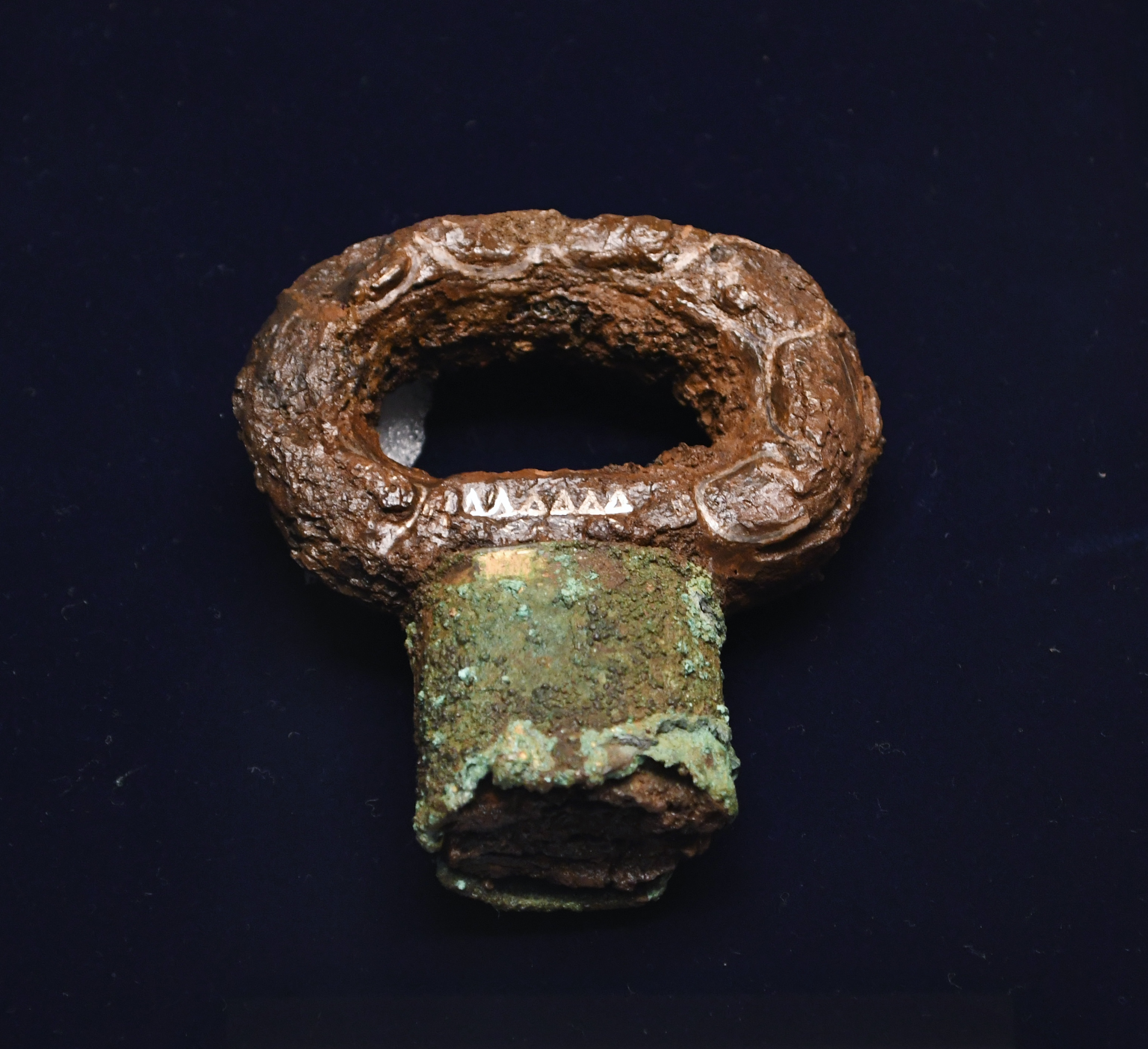
素環頭把金銅装黒漆大刀柄頭 和歌山県立紀伊風土記の丘企画展示時に撮影。
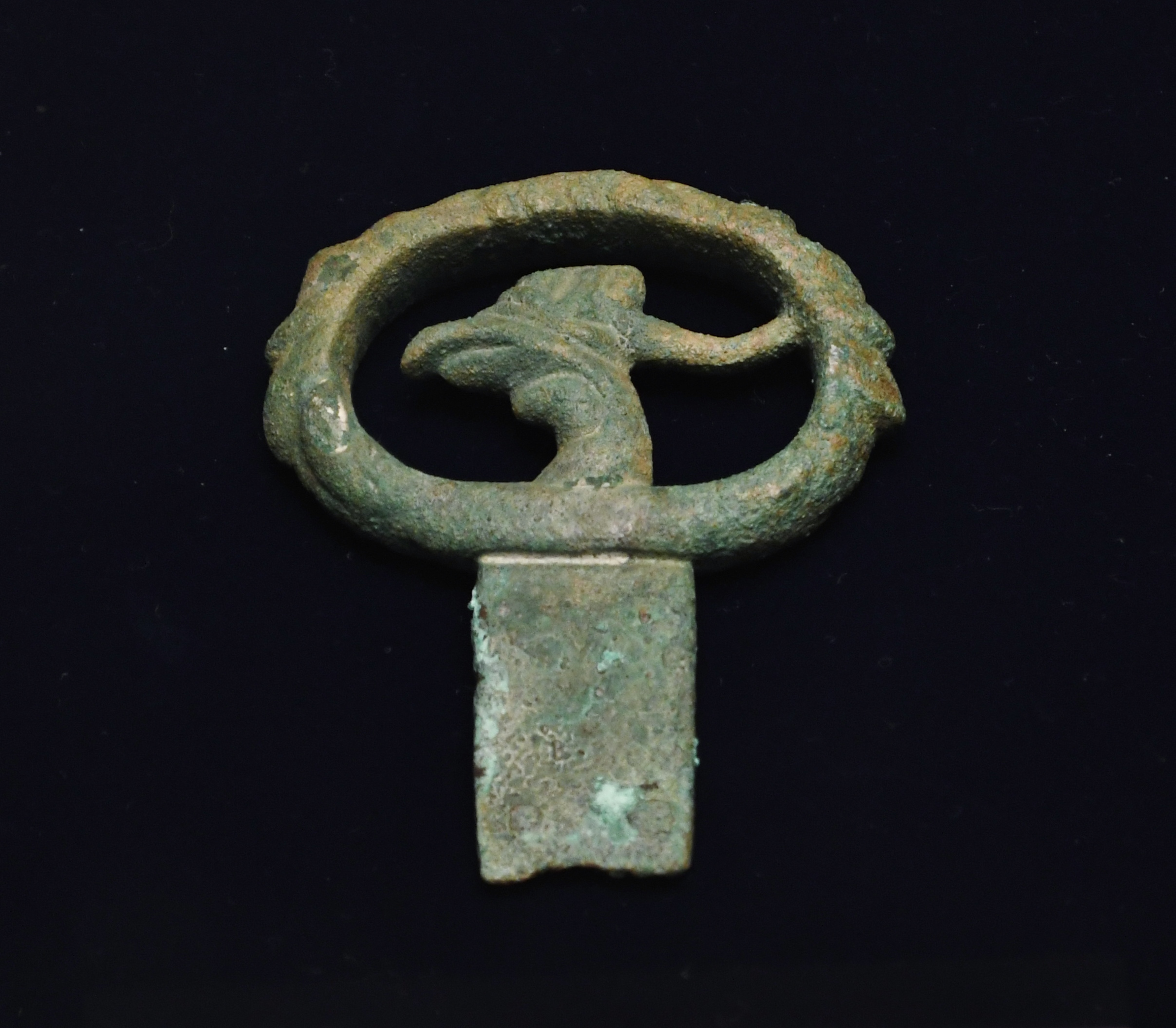
単鳳環頭大刀柄頭 和歌山県立紀伊風土記の丘企画展示時に撮影。

## 文化財

### 奈良県指定文化財
- 史跡
  - 岡峯古墳 - 1966年（昭和41年）3月26日指定[4]。

## 関連施設
- 奈良県立橿原考古学研究所附属博物館（橿原市畝傍町） - 岡峯古墳の出土品を保管・展示。

## 関連文献
（記事執筆に使用していない関連文献）
- 奈良県立橿原考古学研究所 編『平群・三里古墳 -付岡峯古墳・槙ヶ峯古墳-（奈良県史跡名勝天然記念物調査報告 第33冊）』奈良県教育委員会、1977年。